# Воробьёв, Сергей Дмитриевич
Серге́й Дми́триевич Воробьёв (род. 1959, Подгоренский район, Воронежская область) — российский государственный деятель, прокурор Орловской области (2006 — 2011), заместитель Генерального прокурора Российской Федерации (2011 — 2017).

## Биография
В 1977—1978 годах работал слесарем на Ольховатском сахарном комбинате, затем служил в Вооружённых Силах (1978—1980).
В 1985 году окончил Воронежский государственный университет по специальности «правоведение».
В 1985 — 1994 годах работал стажёром, старшим следователем Старооскольской городской прокуратуры. В 1994—2001 годах — прокурор природоохранной прокуратуры в Алексеевке и Старом Осколе (с 1998).
В 2001 — 2006 годах — заместитель, первый заместитель прокурора Белгородской области, в 2006—2011 — прокурор Орловской области.
В 2011 — 2017 годах заместитель Генерального прокурора Российской Федерации Юрия Чайки.
1 марта 2017 года освобожден от занимаемой должности Советом Федерации Федерального Собрания Российской Федерации по представлению Генерального прокурора Российской Федерации Чайки Ю.Я. в связи с выходом на пенсию по выслуге лет.
Государственный советник юстиции 1 класса. Кандидат юридических наук.

## Награды
- Медаль «Слава Адыгеи» (16 октября 2014) — за особые заслуги в развитии законодательства, обеспечении прав и свобод граждан и организации работы органов прокуратору в Республике Адыгея
- Медаль «Герой труда Кубани» (14 марта 2014) — за большой личный вклад в укрепление законности и правопорядка на территории Краснодарского края и подготовку проведения XXII Олимпийских зимних игр и XI Паралимпийских зимних игр в городе Сочи
- Нагрудный знак «За безупречную службу»
- Заслуженный юрист Российской Федерации
- Почётный работник прокуратуры Российской Федерации[1]
- Почётный житель Подгоренского района[3]